# Charles Boersch
Pour l’article homonyme, voir Bœrsch.
Charles Boersch est un journaliste et homme politique français né le 12 mars 1811 à Strasbourg (Bas-Rhin) et décédé le 25 mai 1871 à Nancy (Meurthe-et-Moselle).
Rédacteur en chef du Courrier du Bas-Rhin, journal républicain, il est conseiller municipal de Strasbourg. Il est élu représentant du Bas-Rhin le 8 février 1871 et démissionne le 1er mars, pour protester contre l'annexion de l'Alsace-Moselle.

## Sources
- « Charles Boersch », dans Adolphe Robert et Gaston Cougny, Dictionnaire des parlementaires français, Edgar Bourloton, 1889-1891 [détail de l’édition]
- Jean-Pierre Kintz, « Charles Jules Boersch », in Nouveau dictionnaire de biographie alsacienne, vol. 4, p. 283
- Jean-Pierre Kintz, « Charles Boersch », in Patrick Cabanel et André Encrevé (dir.), Dictionnaire biographique des protestants français de 1787 à nos jours, tome 1 : A-C, Les Éditions de Paris Max Chaleil, Paris, 2015, p. 336-337  (ISBN 978-2846211901)